# El de la Rollona
|  |

El aguafuerte El de la Rollona es un grabado de la serie Los Caprichos del pintor español Francisco de Goya. Está numerado con el número 4 en la serie de 80 estampas. Se publicó en 1799.

## Interpretaciones de la estampa
Existen varios manuscritos contemporáneos que explican las láminas de los Caprichos. El que se encuentra en el Museo del Prado se tiene como autógrafo de Goya, pero parece más bien despistar y buscar un significado moralizante que encubra significados más arriesgados para el autor. Otros dos, el que perteneció a Ayala y el que se encuentra en la Biblioteca Nacional, realzan la parte más escabrosa de las láminas.
- Explicación de esta estampa del manuscrito del Museo del Prado: La negligencia, la tolerancia y el mismo hacen a los niños antojadizos, obstinados, soberbios, golosos, perezosos e insufribles; llegan a grandes y son niños todavía. Tal el de la Rollona.[2]

- Manuscrito de Ayala: Los hijos de los grandes se atiborran de comida, se chupan el dedo y son siempre niñotes, aun con barba, y así necesitan que los lacayos los lleven con andaderas.[2]

- Manuscrito de la Biblioteca Nacional: Los hijos de los Grandes se crían siempre niñotes, chupándose el dedo, atiborrándose de comida, arrastrados por los lacayos, llenos de dixes supersticiosos, aun cuando ya son barbados.[2]

Señala Faliu-Lacourt, que el Niño de la Rollona, es un motivo folclórico que aparece en el teatro breve del siglo XVII y principios del XVIII. Señala que en el Tesoro de la lengua castellana o española (1610) de Covarrubias se refiere el siguiente refrán: el niño de la Rollona que tenía siete años y mamaba, y añade, hay algunos muchachos tan regalones que con ser grandes no saben desasirse del regazo de sus madres; salen éstos grandes tontos o grandes bellacos viciosos. El Diccionario de Autoridades define así Niño de la Rollona: Expresión baja con que se nota al que, siendo ya de edad, tiene propiedades y modales de niño. El gigantismo y la gula son características de este personaje en los textos de teatro. En la obra Mojiganga de los Niños de la Rollona y lo que pasa en las calles del siglo XVII sale el Niño, vestido con dijes (adornos que se ponía a los niños al cuello o a la cintura) y ridículo birrete. En otras obras aparece el Niño con andadores y se le dice: "Anda, niño, anda, que Dios te lo manda", parece que la dificultad de andar provocaba temores y supersticiones pensando que el Niño tenía mal de ojo.
También Faliu-Lacourt señala que Moratín advirtió la presencia de un "Niño de Rollona" en la comedia de Cañizares, No hay con la patria venganza y Temístocles en Persia.
Por tanto, quizás a través de su amigo Moratín, Goya tuvo conocimiento de este personaje clásico del teatro en los siglos anteriores. Las carectéristicas descritas por Faliu-Lacourt están todas incluidas en la estampa: retraso mental, vestido con dijes y un ridículo birrete, problemas para andar (el criado tira de él mediante un andador) y la superstición que el retraso se debe a mal de ojo justifica los amuletos que lleva colgados en la cintura.
Según Helman, aquí Goya satiriza la defectuosa educación tanto de los nobles como la real, con poca dedicación a los estudios que las familias consienten, tratándoles como niños cuando su edad es de ocupaciones serias. En la irresponsable educación veían los ilustrados la principal causa de decadencia en la clase que servía de modelo a las otras. En este caso, la explicación del manuscrito de la Biblioteca Nacional es la más explícita.

## Técnica del grabado
El dibujo preparatorio, conservado en el Museo del Prado, ha sido reproducido en gran parte en la estampa. La principal modificación es que en el dibujo la figura en segundo plano tira de un carro de cuatro ruedas y en la estampa se ha sustituido por un caldero o cesto con asas. Señalar que del cinturón del niño crecido cuelgan la campanilla, la mano de tejón y el libro de los Evangelios, igual que en los retratos infantiles de Felipe III, de dos siglos antes que la estampa.
La posición de los brazos tan artificiosamente imaginada lo está así para sugerir una mayor impresión de retraso y debilidad mental. Contribuye a caracterizar a este niñote ese gorro adornado y esos amuletos que cuelgan de su cintura.
En el grabado este niñote adquiere todo su sentido con el contrapunto del hombre del fondo. Al sustituir el carretillo del dibujo preparatorio por un caldero, ahora el hombre tira abrumado mediante grandes correas, no del carro, sino de este ser deforme símbolo de la ignorancia y la superstición. La interpretación es clara, el pueblo arrastra y mantiene a este tonto noble.
La plancha se conserva en pobre estado con el aguatinta y el aguafuerte muy debilitados.